# Cadre-47/2-Europameisterschaft der Junioren 2005/06
Die Cadre-47/2-Europameisterschaft der Junioren 2006 war das 30. Turnier in dieser Disziplin des Karambolagebillards und fand vom 28. bis zum 30. April 2006 in Krefeld statt. Die Meisterschaft zählte zur Saison 2005/06.

Logo CEB (ausrichtender Verband)

## Geschichte
Pierre Soumagne verteidigte in Krefeld erfolgreich seinen Titel. Im Finale bezwang er den Niederländer  Ian van Krieken knapp mit 200:190 in drei Aufnahmen. Platz drei belegten Shyaam Poedai und Maarten Janssen.
Ab der Saison 2006/07 wurde keine Cadre 47/2-EM bei den Junioren mehr ausgetragen. Es wurde wieder zur Zweikampf-Europameisterschaft der Junioren zurückgekehrt, die bis 1976 gespielt wurde.

## Modus
Gespielt wurde eine Vorrunde mit vier 4er-Gruppen im Round-Robin-Modus. Die zwei Gruppenbesten je Gruppe kamen ins Viertelfinale. Danach eine Knock-out-Runde bis 200 Punkte oder 20 Aufnahmen. Platz drei wurde nicht mehr ausgespielt.
Platzierung in den Tabellen bei Punktgleichheit:
1. GD = Generaldurchschnitt
2. HS = Höchstserie

## Vorrunde
| Abschlusstabelle Gruppe A | Abschlusstabelle Gruppe A | Abschlusstabelle Gruppe A | Abschlusstabelle Gruppe A | Abschlusstabelle Gruppe A | Abschlusstabelle Gruppe A | Abschlusstabelle Gruppe A | Abschlusstabelle Gruppe A | Abschlusstabelle Gruppe A |
| Platz                     | Name                      | MP                        | Pkte                      | Aufn.                     | GD                        | BED                       | HS                        |                           |
| ------------------------- | ------------------------- | ------------------------- | ------------------------- | ------------------------- | ------------------------- | ------------------------- | ------------------------- | ------------------------- |
| 1                         | Jérôme Riotto             | 6:0                       | 600                       | 35                        | 17,14                     | 22,22                     | 75                        |                           |
| 2                         | Koen Saver                | 2:4                       | 509                       | 26                        | 19,57                     | 33,33                     | 113                       |                           |
| 3                         | Werner Ooijen             | 2:4                       | 434                       | 39                        | 11,12                     | 20,00                     | 48                        |                           |
| 4                         | Pavel Böhm                | 2:4                       | 326                       | 42                        | 7,76                      | 8,85                      | 43                        |                           |

| Abschlusstabelle Gruppe B | Abschlusstabelle Gruppe B | Abschlusstabelle Gruppe B | Abschlusstabelle Gruppe B | Abschlusstabelle Gruppe B | Abschlusstabelle Gruppe B | Abschlusstabelle Gruppe B | Abschlusstabelle Gruppe B | Abschlusstabelle Gruppe B |
| Platz                     | Name                      | MP                        | Pkte                      | Aufn.                     | GD                        | BED                       | HS                        |                           |
| ------------------------- | ------------------------- | ------------------------- | ------------------------- | ------------------------- | ------------------------- | ------------------------- | ------------------------- | ------------------------- |
| 1                         | Pierre Soumagne           | 6:0                       | 600                       | 17                        | 35,29                     | 66,66                     | 191                       |                           |
| 2                         | Raymund Swertz            | 4:2                       | 466                       | 22                        | 21,18                     | 28,57                     | 143                       |                           |
| 3                         | Jens Fischer              | 2:4                       | 406                       | 27                        | 15,03                     | 20,00                     | 118                       |                           |
| 4                         | Martin Färber             | 0:6                       | 107                       | 24                        | 4,45                      | -                         | 18                        |                           |

| Abschlusstabelle Gruppe C | Abschlusstabelle Gruppe C | Abschlusstabelle Gruppe C | Abschlusstabelle Gruppe C | Abschlusstabelle Gruppe C | Abschlusstabelle Gruppe C | Abschlusstabelle Gruppe C | Abschlusstabelle Gruppe C | Abschlusstabelle Gruppe C |
| Platz                     | Name                      | MP                        | Pkte                      | Aufn.                     | GD                        | BED                       | HS                        |                           |
| ------------------------- | ------------------------- | ------------------------- | ------------------------- | ------------------------- | ------------------------- | ------------------------- | ------------------------- | ------------------------- |
| 1                         | Ian van Krieken           | 6:0                       | 600                       | 34                        | 17,64                     | 25,00                     | 110                       |                           |
| 2                         | Christian Mooren          | 4:2                       | 498                       | 41                        | 12,14                     | 15,38                     | 65                        |                           |
| 3                         | Anthony Dorard            | 2:4                       | 198                       | 55                        | 3,60                      | 2,25                      | 37                        |                           |
| 4                         | Raffael Scanferla         | 0:6                       | 81                        | 44                        | 1,84                      | -                         | 12                        |                           |

| Abschlusstabelle Gruppe D | Abschlusstabelle Gruppe D | Abschlusstabelle Gruppe D | Abschlusstabelle Gruppe D | Abschlusstabelle Gruppe D | Abschlusstabelle Gruppe D | Abschlusstabelle Gruppe D | Abschlusstabelle Gruppe D | Abschlusstabelle Gruppe D |
| Platz                     | Name                      | MP                        | Pkte                      | Aufn.                     | GD                        | BED                       | HS                        |                           |
| ------------------------- | ------------------------- | ------------------------- | ------------------------- | ------------------------- | ------------------------- | ------------------------- | ------------------------- | ------------------------- |
| 1                         | Shyaam Poedai             | 6:0                       | 581                       | 42                        | 13,83                     | 18,18                     | 130                       |                           |
| 2                         | Maarten Janssen           | 4:2                       | 557                       | 41                        | 13,58                     | 20,00                     | 95                        |                           |
| 3                         | Kai Siepmann              | 2:4                       | 397                       | 35                        | 11,34                     | 15,38                     | 48                        |                           |
| 4                         | Adam Brezina              | 0:6                       | 192                       | 34                        | 5,64                      | -                         | 24                        |                           |

## Finalrunde
|  | Viertelfinale 200/20 | Viertelfinale 200/20 | Viertelfinale 200/20 | Viertelfinale 200/20 | Viertelfinale 200/20 | Viertelfinale 200/20 |                 |                 | Halbfinale 200/20 | Halbfinale 200/20 | Halbfinale 200/20 | Halbfinale 200/20 | Halbfinale 200/20 | Halbfinale 200/20 |      |       | Finale 200/20 | Finale 200/20 | Finale 200/20 | Finale 200/20 | Finale 200/20 | Finale 200/20 |
|  |                      |                      |                      |                      |                      |                      |                 |                 |                   |                   |                   |                   |                   |                   |      |       |               |               |               |               |               |               |
|  |                      | MP                   | Pkt.                 | Aufn.                | ED                   | HS                   |                 |                 |                   |                   |                   |                   |                   |                   |      |       |               |               |               |               |               |               |
|  |                      | MP                   | Pkt.                 | Aufn.                | ED                   | HS                   |                 |                 |                   |                   |                   |                   |                   |                   |      |       |               |               |               |               |               |               |
|  | Jérôme Riotto        | 0                    | 91                   | 4                    | 22,75                | 54                   |                 |                 |                   |                   |                   |                   |                   |                   |      |       |               |               |               |               |               |               |
|  | Jérôme Riotto        | 0                    | 91                   | 4                    | 22,75                | 54                   |                 | MP              | Pkt.              | Aufn.             | ED                | HS                |                   |                   |      |       |               |               |               |               |               |               |
|  | Maarten Janssen      | 2                    | 200                  | 4                    | 50,00                | 90                   |                 | MP              | Pkt.              | Aufn.             | ED                | HS                |                   |                   |      |       |               |               |               |               |               |               |
|  | Maarten Janssen      | 2                    | 200                  | 4                    | 50,00                | 90                   | Maarten Janssen | 0               | 67                | 11                | 6,09              | 55                |                   |                   |      |       |               |               |               |               |               |               |
|  |                      | MP                   | Pkt.                 | Aufn.                | ED                   | HS                   | Maarten Janssen | 0               | 67                | 11                | 6,09              | 55                |                   |                   |      |       |               |               |               |               |               |               |
|  |                      | MP                   | Pkt.                 | Aufn.                | ED                   | HS                   |                 | Ian van Krieken | 2                 | 200               | 11                | 18,18             | 64                |                   |      |       |               |               |               |               |               |               |
|  | Ian van Krieken      | 2                    | 200                  | 10                   | 20,00                | 67                   |                 | Ian van Krieken | 2                 | 200               | 11                | 18,18             | 64                |                   |      |       |               |               |               |               |               |               |
|  | Ian van Krieken      | 2                    | 200                  | 10                   | 20,00                | 67                   |                 |                 |                   |                   |                   |                   |                   | MP                | Pkt. | Aufn. | ED            | HS            |               |               |               |               |
|  | Raymund Swertz       | 0                    | 95                   | 10                   | 9,50                 | 61                   |                 |                 |                   |                   |                   |                   |                   | MP                | Pkt. | Aufn. | ED            | HS            |               |               |               |               |
|  | Raymund Swertz       | 0                    | 95                   | 10                   | 9,50                 | 61                   | Ian van Krieken | 0               | 190               | 3                 | 63,33             | 168               |                   |                   |      |       |               |               |               |               |               |               |
|  |                      | MP                   | Pkt.                 | Aufn.                | ED                   | HS                   | Ian van Krieken | 0               | 190               | 3                 | 63,33             | 168               |                   |                   |      |       |               |               |               |               |               |               |
|  |                      | MP                   | Pkt.                 | Aufn.                | ED                   | HS                   |                 | Pierre Soumagne | 2                 | 200               | 3                 | 66,66             | 81                |                   |      |       |               |               |               |               |               |               |
|  | Pierre Soumagne      | 2                    | 200                  | 2                    | 100,00               | 200                  |                 | Pierre Soumagne | 2                 | 200               | 3                 | 66,66             | 81                |                   |      |       |               |               |               |               |               |               |
|  | Pierre Soumagne      | 2                    | 200                  | 2                    | 100,00               | 200                  |                 | MP              | Pkt.              | Aufn.             | ED                | HS                |                   |                   |      |       |               |               |               |               |               |               |
|  | Christian Mooren     | 0                    | 11                   | 2                    | 5,50                 | 10                   |                 | MP              | Pkt.              | Aufn.             | ED                | HS                |                   |                   |      |       |               |               |               |               |               |               |
|  | Christian Mooren     | 0                    | 11                   | 2                    | 5,50                 | 10                   | Pierre Soumagne | 2               | 200               | 2                 | 100,00            | 192               |                   |                   |      |       |               |               |               |               |               |               |
|  |                      | MP                   | Pkt.                 | Aufn.                | ED                   | HS                   | Pierre Soumagne | 2               | 200               | 2                 | 100,00            | 192               |                   |                   |      |       |               |               |               |               |               |               |
|  |                      | MP                   | Pkt.                 | Aufn.                | ED                   | HS                   |                 | Shyaam Poedai   | 0                 | 0                 | 2                 | 0,00              | 0                 |                   |      |       |               |               |               |               |               |               |
|  | Shyaam Poedai        | 2                    | 200                  | 8                    | 25,00                | 65                   |                 | Shyaam Poedai   | 0                 | 0                 | 2                 | 0,00              | 0                 |                   |      |       |               |               |               |               |               |               |
|  | Shyaam Poedai        | 2                    | 200                  | 8                    | 25,00                | 65                   |                 |                 |                   |                   |                   |                   |                   |                   |      |       |               |               |               |               |               |               |
|  | Koen Saver           | 0                    | 114                  | 8                    | 14,25                | 72                   |                 |                 |                   |                   |                   |                   |                   |                   |      |       |               |               |               |               |               |               |
|  | Koen Saver           | 0                    | 114                  | 8                    | 14,25                | 72                   |                 |                 |                   |                   |                   |                   |                   |                   |      |       |               |               |               |               |               |               |

## Endergebnis
| MP    | Match Points (Sieger = 2; Unentschieden = 1; Verlierer = 0) |
| Pkte. | Erzielte Karambolagen                                       |
| Aufn. | Benötigte Versuche                                          |
| GD    | Generaldurchschnitt                                         |
| BED   | Bester Einzeldurchschnitt eines Spielers                    |
| HS    | Höchstserie                                                 |
|       | Bester GD des Turniers                                      |
|       | Bester ED des Turniers                                      |
|       | Beste HS des Turniers                                       |
|       | 1. Platz (Gold)                                             |
|       | 2. Platz (Silber)                                           |
|       | 3. Platz (Bronze)                                           |

| Finale                     | 1  | Pierre Soumagne   | 12:0 | 1200 | 24 | 50,00 | 100,00 | 200 |
| Finale                     | 2  | Ian van Krieken   | 10:2 | 1190 | 58 | 20,51 | 25,00  | 168 |
| Halb- finale               | 3  | Shyaam Poedai     | 8:2  | 781  | 52 | 15,01 | 25,00  | 130 |
| Halb- finale               | 3  | Maarten Janssen   | 6:4  | 824  | 56 | 14,71 | 50,00  | 95  |
| Viertel- finale            | 5  | Jérôme Riotto     | 6:2  | 691  | 39 | 17,71 | 22,22  | 75  |
| Viertel- finale            | 6  | Raymund Swertz    | 4:4  | 561  | 32 | 17,53 | 28,57  | 143 |
| Viertel- finale            | 7  | Christian Mooren  | 4:4  | 509  | 43 | 11,83 | 15,38  | 65  |
| Viertel- finale            | 8  | Koen Saver        | 2:6  | 623  | 34 | 18,32 | 33,33  | 113 |
| Gruppen- phase             | 9  | Jens Fischer      | 2:4  | 406  | 27 | 15,03 | 20,00  | 118 |
| Gruppen- phase             | 10 | Kai Siepmann      | 2:4  | 397  | 35 | 11,34 | 15,38  | 48  |
| Gruppen- phase             | 11 | Werner Ooijen     | 2:4  | 434  | 39 | 11,12 | 20,00  | 48  |
| Gruppen- phase             | 12 | Anthony Dorard    | 2:4  | 198  | 55 | 3,60  | 2,25   | 37  |
| Gruppen- phase             | 13 | Pavel Böhm        | 2:4  | 326  | 42 | 7,76  | 8,85   | 43  |
| Gruppen- phase             | 14 | Adam Brezina      | 0:6  | 192  | 34 | 5,64  | -      | 24  |
| Gruppen- phase             | 15 | Martin Färber     | 0:6  | 107  | 24 | 4,45  | -      | 18  |
| Gruppen- phase             | 16 | Raffael Scanferla | 0:6  | 81   | 44 | 1,84  | -      | 12  |
| Turnierdurchschnitt: 13,35 |    |                   |      |      |    |       |        |     |